# Shangri La
|  | Denne artikel er oprettet af botten Steenthbot ud fra en ekstern database. Den kan derfor have sproglige fejl eller mangler. Denne skabelon kan fjernes efter kontrol af indholdet. |

Shangri La er en dansk dokumentarfilm fra 1985 instrueret af Jens Bjerre.

## Handling
Om det tibetanske kongedømme Zanskar, som ligger isoleret i Himalaya i 3-4000 m højde.
Filmen handler om dette buddistisk bjergfolk og om Jens Bjerres ekspedition dertil.